# Memoriał Walerego Łobanowskiego 2004
Międzynarodowy Memoriał Walerego Łobanowskiego 2004 – II edycja międzynarodowego Memoriału Walerego Łobanowskiego, rozgrywanego w Kijowie od 12 do 14 maja 2004 roku. W turnieju uczestniczyły kluby z 4 państw europejskich.

## Uczestnicy i regulamin
W turnieju wzięło udział cztery zespoły:
- Dynamo Kijów (gospodarz)
- Dinamo Tbilisi
- Skonto Ryga
- Sheriff Tyraspol

W turnieju rozegrano w sumie cztery mecze. Impreza rozpoczęła się od losowania, które wyłoniło pary półfinałowe. Spotkania odbyły się 12 maja. Triumfatorzy tych spotkań zmierzyli się ze sobą 14 maja w finale, a pokonani zagrali mecz o 3. miejsce w turnieju.

## Mecze

### Półfinały
| 12 maja 2004 15:00 | Sheriff Tyraspol · Stanislav Ivanov 71' | 1:0(0:0)Raport | Dinamo Tbilisi | Stadion Dynamo Łobanowskiego, Kijów Widzów: 5 000 |
|                    |                                         |                |                |                                                   |

| 12 maja 2004 19:00 | Dynamo Kijów · Maksim Shatskix 89' | 1:0(0:0)Raport | Skonto Ryga | Stadion Dynamo Łobanowskiego, Kijów Widzów: 7 500 Sędzia: Nikołaj Iwanow |
|                    |                                    |                |             |                                                                          |

### Mecz o 3 miejsce
| 14 maja 2004 15:00 | Dinamo Tbilisi | 0:1(0:1)Raport | Skonto Ryga · 39' Mihails Miholaps | Stadion Dynamo Łobanowskiego, Kijów |
|                    |                |                |                                    |                                     |

### Finał
| 14 maja 2004 19:00 | Sheriff Tyraspol | 0:4(0:2)Raport | Dynamo Kijów · 6' Maksim Shatskix · 14' Māris Verpakovskis · 53' Andrij Nesmaczny · 84' Florin Cernat | Stadion Dynamo Łobanowskiego, Kijów Widzów: 10 000 Sędzia: Nikołaj Iwanow |
|                    |                  |                | |                                                                           |

## Królowie strzelców

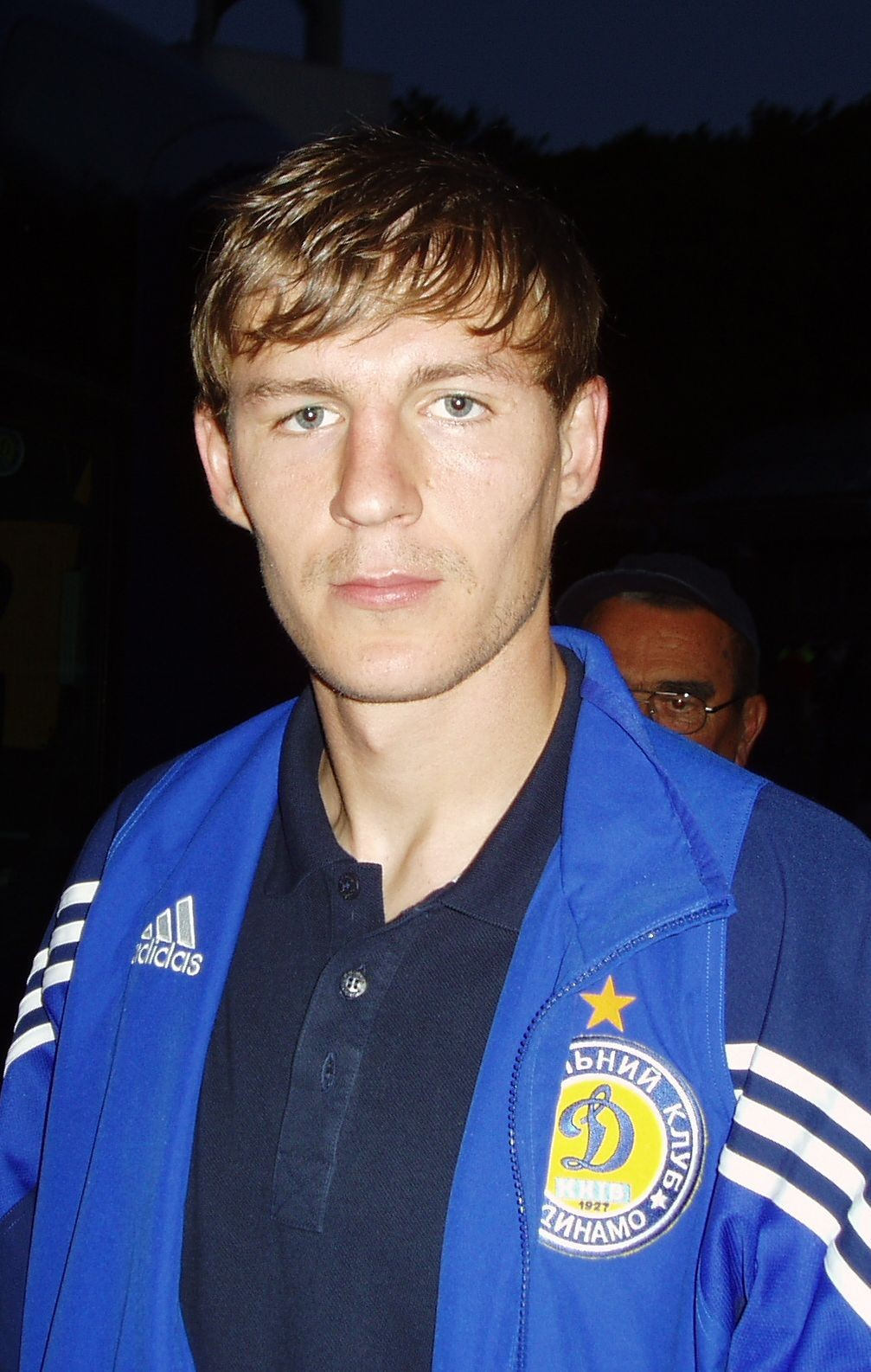
Maksim Shatskix

2 gole
- Maksim Shatskix ( Dynamo Kijów)

1 gol
- Mihails Miholaps ( Skonto Ryga)
- Stanislav Ivanov ( Sheriff Tyraspol)
- Florin Cernat ( Dynamo Kijów)
- Andrij Nesmaczny ( Dynamo Kijów)
- Māris Verpakovskis ( Dynamo Kijów)

| Zwycięzca Memoriału Walerego Łobanowskiego 2004 |
| ----------------------------------------------- |
| Dynamo Kijów 2. tytuł                           |